# Maria de Dominici
Maria de Dominici (n. 6 decembrie 1645, Birgu⁠(d), Port Region (Port)⁠(d), Malta – d. 18 martie 1703, Roma, Statele Papale) a fost o pictoriță, sculptor și călugăriță terțiară carmelită. Născută într-o familie de artiști din orașul Birgu (Vittoriosa) , a fost fiica unui aurar și evaluator pentru Cavalerii din Malta. Doi dintre frații ei, Raimondo de Dominici și Francesco de Dominici, au fost pictori. Fiul lui Raimondo, Bernardo, ar scrie o carte de istorie a artei contemporane, în care a inclus referințe despre Maria.

## Biografie
În perioada adolescenței sale, Maria de Dominici a studiat alături de pictorul și sculptorul Mattia Preti, care a pictat și sculptat interiorul Co-Catedralei Sf. Ioan din Valletta. Se crede că a contribuit  și este consemnată în mod special ca asistentă a lui Preti la cea mai cunoscută lucrare a lui, o serie de tablouri care înfățișează viața și martiriul Sfântului Ioan Botezătorul (1661-1666) și care decorează bolțile co-catedralei.
A fost o persoană puternică și versatilă; caracteristici exprimate în mod clar în cele două testamente elaborate de ea. Pictura Malta Illustrata (1772) de Giovannantonio Ciantar înfățișează imaginea unei persoane care știa ce vrea să facă cu viața ei încă de la o vârstă fragedă: 
„[Maria a arătat o] repugnanță pentru a-și aplica energiile în îndatoririle feminine și astfel a fost adesea mustrată de părinți.... Nu ar face altceva decât să deseneze portrete și alte lucruri raportate la capriciul și talentele sale naturale. În cele din urmă, părinții ei, văzând-o că are înclinați și este dispusă să picteze, i-au găsit un maestru în artă care să o învețe să deseneze.” 
Fiind călugăriță terțiară carmelită, a fost liberă să locuiască în afara zidurilor mănăstirii și departe de constrângerile familiale. 
Se pare că a fost o ucenică care a învățat rapid și care a înflorit sub tutela lui Preti. Giovannantonio Ciantar a observat că „sub direcția sa [a lui Preti] ea a evoluat bine și, în timp ce picta tavanul Bisericii Sf. Ioan, acesta i-a permis să picteze și unele dintre figurile feminine; în acest sens, ea a reușit să le picteze cu succes, aproape chiar mai bine decât maestrul.”
Acest lucru este confirmat în continuare de relatarea lui Giuseppe Maria de Piro în Squarci di Storia (1839): „[Ea] a înlocuit pe oricare alt elev al său, atât de mult încât celebrul maestru a ales-o să colaboreze cu el la pictura marii bolți a Bisericii Sfântul Ioan, unde figurile feminine au fost, în mare măsură, executate de ea.”
În 1682, Maria de Dominici a părăsit Malta, probabil alături de nepotului Marelui Maestru și al soției sale Isabella d'Avalos d'Aquino d'Aragona, care, împreună cu maestrul Preti, au încurajat-o să-și întindă aripile spre alte locuri. În cele din urmă și-a deschis propriul studio la Roma, unde a început să primească comenzi de sculptură și pictură datorită scrisorilor de recomandare de la Marele Maestru. În Roma, a locuit împreună cu o altă femeie în studioul ei de lângă San Giovanni dei Fiorentini.

## Lucrări
În timp ce se afla în Malta, Maria de Dominici a realizat o serie de figurine portabile, de cult, care au fost folosite în timpul festivităților religioase locale și procesiunilor stradale. Câteva lucrări îi poartă numelui, deși nu toate sunt ușor accesibile pentru a fi vizitate. Cele mai accesibile lucrări realizate de Maria de Dominici în Malta includ: Vizitarea, în biserica parohială din Zebbuġ; Beato Franco în biserica carmelită din Valletta și Buna Vestire în Muzeul Catedralei din Valletta. 

## Omagiu
Profilul ei este inclus în Dicționarul femeilor artiste, (două volume) editura Delia Gaze. 
Din 2010 craterul Dominici de pe planeta Mercur îi poartă numele.
A fost includerea acesteia în dicționarului Delia Gaze care a determinat ca numele lui Dominici să fie dat craterului cu litera „D” după al doilea zbor realizat de NASA-MESSENGER. După cum remarcă Susanna Hoe în introducerea în cartea Malta: Femei, istorie, cărți și locuri:
„Incitant sau nu ca și explicație, faptul că un crater pe Mercur este numit după o artistă malteză uitată este încântător, motivațional chiar, mai ales când întâlnești întâmplător, în căutările pe internet, craterul Mariei, o priveliște minunată!”.